# Caloptychia
Caloptychia é um gênero de mariposa pertencente à família Crambidae.